# 國王十字車站 (悉尼)
國王十字車站（英語：Kings Cross railway station）是悉尼城市鐵路轄下的一個車站，位於國王十字地底。它是隨着東郊線在1979年開幕，擁有一個島式月台，並且設有升降機。

## 月台服務
每天每小時會有6班列車，在繁忙時間會有更多班次。
1號月台
- 東郊及伊拉瓦拉線 - 往瀑布
- 南海岸線 - 往舌努（Thirroul）或奇龍巴港（Port Kembla）（只限繁忙時間）

2號月台
- 東郊及伊拉瓦拉線 - 往邦迪聯運
- 南海岸線 - 往邦迪聯運（只限繁忙時間）

## 接駁交通
除了提供鐵路服務，車站附近設有巴士轉乘服務。
往外城巴士服務
- 200 - 往邦迪聯運（經崖勤獵）
- 323 - 往都伐高原（Dover Heights）
- 324 - 往屈臣灣（Watsons Bay）（經崖勤獵）
- 325 - 往屈臣灣（經崖勤獵）
- 326 - 往邦迪聯運（經維多利亞道）
- 327 - 往邦迪聯運（經達令角）

往都會區巴士服務
- 200 - 往車士活
- 323 - 往環形碼頭（經依莉莎白街）
- 324 - 往環形碼頭（經依莉莎白街）
- 325 - 往環形碼頭（經依莉莎白街）
- 326 - 往環形碼頭（經依莉莎白街）
- 327 - 往幾咸街（Gresham Street）（經依莉莎白街）

## 傷殘人士設施
本站設有升降機

## 外部連結
1. ↑  Bureau of Transport Statistics.  (PDF). Transport NSW.   [12 July 2018]. （原始内容存档 (PDF)于2018-06-10）.

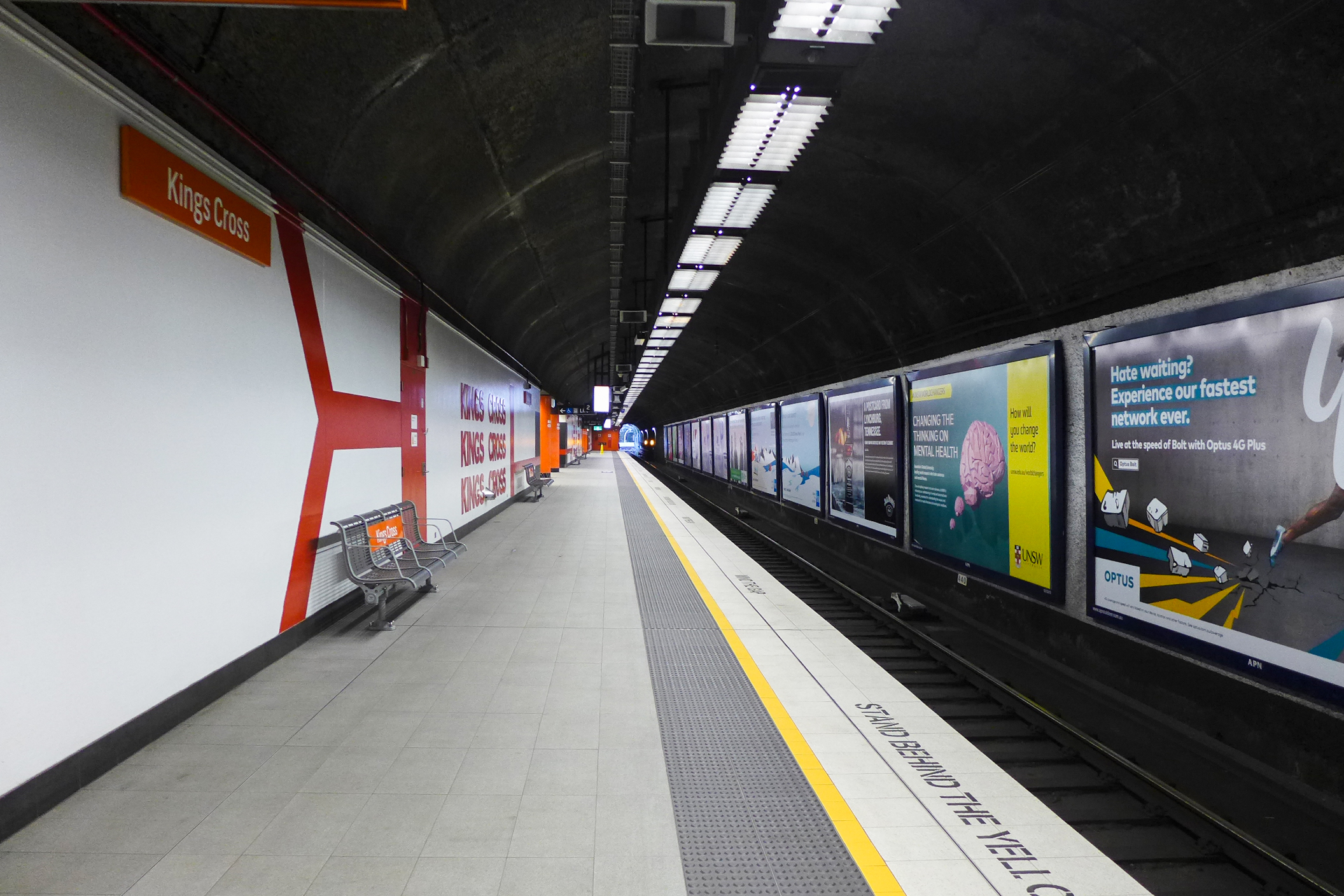
車站月台

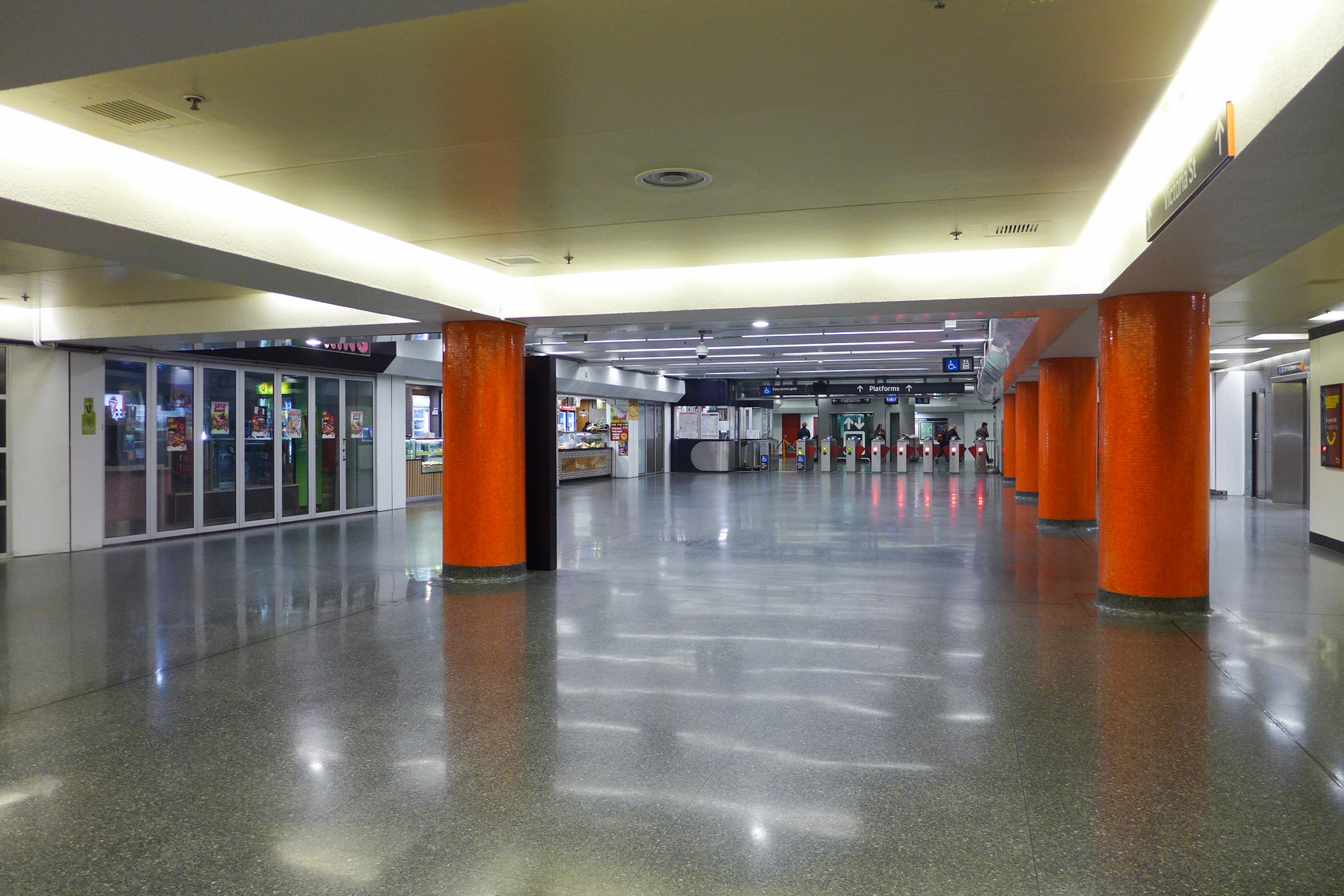
車站大堂

2. ↑  Kings Cross station Interchange Map and Region Guide，於2009年4月14日查閱，http://www.131500.au/maps/transportaccessguides/Kings_Cross_MAP.pdf%5B%5D

| 往都會區 | 往都會區 | 路線             | 往外城 | 往外城 |
| 馬丁廣場 | ←        | 東郊及伊拉瓦拉線 | →      | 崖勤獵 |